# Ralph Woods
Ralph Woods, né le 2 mai 1986 à Québec (Québec), est un acteur et régisseur pornographique canadien.

## Biographie

### Carrière
À 18 ans, Woods s'installe à Montréal pour étudier et travailler comme danseur, mais finit par travailler comme décapant pour passer ensuite au cinéma pornographique. Il commence sa carrière en 2005 avec la Falcon Entertainment, puis avec la Bel Ami (sans exclusivité), un studio de production basé à Bratislava spécialisé en pornographie gay : Woods y est l'un des rares modèles non européen et ouvertement homosexuel.

### Vie privée
En 2005, l'acteur Pierre Fitch (né en 1981) annonce publiquement s'être marié avec le jeune Woods. Les deux étaient en train de collaborer à la production de certaines vidéos pour le site Internet de Fitch, et avaient participé à diverses productions communes, aussi bien en couple qu'individuellement. Fitch déclare ensuite que son union avec Woods n'avait rien ni d'officiel, ni de juridique, et enfin le 7 septembre 2007 il annonce officiellement leur séparation sur son blog. En automne 2008, dans une interview avec Fab Magazine (n. 356), Fitch révèle que son mariage avec Woods n'était qu'un coup de marketing.

## Filmographie
- 2011 : Best of Pierre Fitch
- 2011 : Huge
- 2011 : Private Life of Dolph Lambert
- 2010 : Rites of Initiation
- 2010 : Young Men of Falcon
- 2010 : Todd and Dolph
- 2009 : Private Life of Ralph Woods
- 2008 : Private Life of Josh Elliot
- 2008 : French Kiss
- 2008 : Some Like It Big
- 2008 : The Best of Derrick Vinyard
- 2007 : Bel Ami XL Files Part 6
- 2007 : Back Together
- 2006 : The Spokes Trilogy
- 2006 : Spokes III
- 2006 : Big Dick Club

### Régisseur
- 2008 : Back Together

## Récompenses
- GayVN Awards (2009) : Best Actor - Foreign Release (French Kiss)[3]